# Pacific Dawn
Le Pacific Dawn (anciennement le Regal Princess) est un navire de croisière appartenant à la société P & O Cruises Australia du groupe Carnival corporation & PLC.

## Sources
- Pacific Down (site shipparade.com)

- (en) Cet article est partiellement ou en totalité issu de l’article de Wikipédia en anglais intitulé « Pacific Dawn (ship) » (voir la liste des auteurs).